# Hornos de Moncalvillo
Hornos de Moncalvillo är en kommun i Spanien. Den ligger i den autonoma regionen La Rioja i norra delen av landet, 240 km nordost om huvudstaden Madrid. Antalet invånare är 98 (2024).